# Dinka Settihalli, Pandavapura
Dinka Settihalli là một làng thuộc tehsil Pandavapura, huyện Mandya, bang Karnataka, Ấn Độ.